# Toshiyuki Moriuchi
Toshiyuki Moriuchi (森内 俊之) (né le 10 octobre 1970 à Yokohama) est un joueur professionnel de shogi japonais. Il a notamment remporté huit fois le titre de Meijin, ce qui fait de lui un Meijin honoraire, ainsi que le Ryūō, le Kiō et le Ōshō. Il a également eu des responsabilités au sein de la Fédération japonaise de Shogi.

## Premières années
Le grand-père de Moriuchi est le joueur professionnel Yukio Kyōsu (ja), mort dix ans avant sa naissance. Son premier contact avec le shogi a été les vieux numéros d'une revue publiée par la fédération japonaise que lui faisait lire sa grand-mère.
Moriuchi a commencé à participer à des tournois de shogi dès l'école élémentaire où il affronte à plusieurs reprises son futur rival Yoshiharu Habu, les deux enfants ayant le même âge et habitant la même région.
En 1982, Moriuchi intègre l'école de la fédération japonaise avec le grade de 6-kyu dans le but de devenir professionnel, ce qu'il réussit en mai 1987 atteignant ainsi le grade de 4-grade.

## Carrière professionnelle au shogi
Moriuchi remporte son premier tournoi professionnel en 1987, le Shinjin-Ō, mais il perd son titre l'année suivante face à Habu. Il remporte de nouveau ce titre en 1991 face à Taku Morishita puis en 1993 face à Yasumitsu Sato,.
En 1988 Moriuchi bat le Meijin en titre Koji Tanigawa en finale d'un titre secondaire, ce qui en fait le premier joueur 4-dan à battre le Meijin en match officiel.
Moriuchi dispute son premier titre majeur en juin 1996 en affrontant en finale du Meijin Habu, déjà détenteur du titre depuis deux ans ; il perd alors 4 à 1,. Il remportera cependant les éditions de 2002, 2004, 2005, 2006, 2007, 2011, 2012 et 2013.
Moriuchi devient en battant Habu le 21 avril 2011 le quinzième joueur de l'histoire à totaliser 800 victoires en parties officielles.

## Autres jeux
Moriuchi est également un bon joueur d'échecs et de backgammon, qu'il pratique occasionnellement en compétition.

### Échecs
Moriuchi participe à des tournois d'échecs de 1998 à 2013 et a un classement Elo de 2 310 points.

### Backgammon
En août 2014, Moriuchi s'est classé quatrième ex aequo du championnat du monde de backgammon à Monte-Carlo,.

## Palmarès au shogi
Moriuchi a au cours de sa carrière participé à 25 finales de titres majeurs et en a remporté 12 dont 8 fois le Meijin. Il a également remporté 13 titres secondaires.

### Titres majeurs
| Titre  | Année                        | Nombre de victoires |
| ------ | ---------------------------- | ------------------- |
| Meijin | 2002, 2004 – 07, 2011 – 2013 | 8                   |
| Ryūō   | 2003, 2013                   | 2                   |
| Kiō    | 2005                         | 1                   |
| Ōshō   | 2003                         | 1                   |

### Classement annuel des gains en tournoi
Moriuchi a figuré dans le Top 10 du classement annuel des joueurs de shogi remportant le plus de gains (ja) en 1993 et chaque année entre 1996 et 2015 ainsi qu'en 2017 et dans le Top 3 neuf fois pendant cette période.
| Année | Montant gagné | Rang |
| ----- | ------------- | ---- |
| 1993  | 22 970 000 ¥  | 5e   |
| 1996  | 33 980 000 ¥  | 3e   |
| 1997  | 25 940 000 ¥  | 7er  |
| 1998  | 23 520 000 ¥  | 8e   |
| 1999  | 31 380 000 ¥  | 7e   |
| 2000  | 27 290 000 ¥  | 6e   |
| 2001  | 39 920 000 ¥  | 5e   |
| 2002  | 48 720 000 ¥  | 3er  |
| 2003  | 52 690 000 ¥  | 3e   |
| 2004  | 108 330 000 ¥ | 2e   |
| 2005  | 71 170 000 ¥  | 2e   |
| 2006  | 65 360 000 ¥  | 3e   |
| 2007  | 67 210 000 ¥  | 4e   |
| 2008  | 37 820 000 ¥  | 4e   |
| 2009  | 27 280 000 ¥  | 6e   |
| 2010  | 32 700 000 ¥  | 2e   |
| 2011  | 33 710 000 ¥  | 4e   |
| 2012  | 53 170 000 ¥  | 3e   |
| 2013  | 55 030 000 ¥  | 3e   |
| 2014  | 83 740 000 ¥  | 2e   |
| 2015  | 34 500 000 ¥  | 4e   |

### Sites officiels
- (ja) Site officiel de Moriuchi
- (ja) Profil sur le site de la Fédération japonaise de Shogi

- VIAF
- ISNI
- LCCN
- Japon
- CiNii
- Corée du Sud
- WorldCat

### Parties de shogi commentées
- (en) [vidéo] « Moriuchi - Maruyama (8 et 9 mai 2002, finale du Meijin) », sur YouTube
- (en) [vidéo] « Moriuchi - Habu (25 et 26 avril 2005, finale du Meijin) », sur YouTube

### Sites de référence sur les échecs
- Chess Tempo
- Fédération américaine des échecs
- Fédération internationale des échecs

- (en) Parties d'échecs en compétition officielle jouées par Moriuchi